# Tadehagi
Genre
Tadehagi est un genre de plantes à fleurs dicotylédones de la famille des Fabaceae, sous-famille des Faboideae, originaire d'Asie et d'Australasie, qui compte quatre espèces acceptées.

## Liste d'espèces
Selon The Plant List (4 octobre 2018) :
- Tadehagi pseudotriquetrum (DC.) Y.C.Yang & P.H.Huang
- Tadehagi robustum Pedley
- Tadehagi rodgeri (Schindl.) H.Ohashi
- Tadehagi triquetrum (L.) H.Ohashi